# Lasioglossum birkmanni
Lasioglossum birkmanni là một loài Hymenoptera trong họ Halictidae. Loài này được Crawford mô tả khoa học năm 1906.

## Hình ảnh

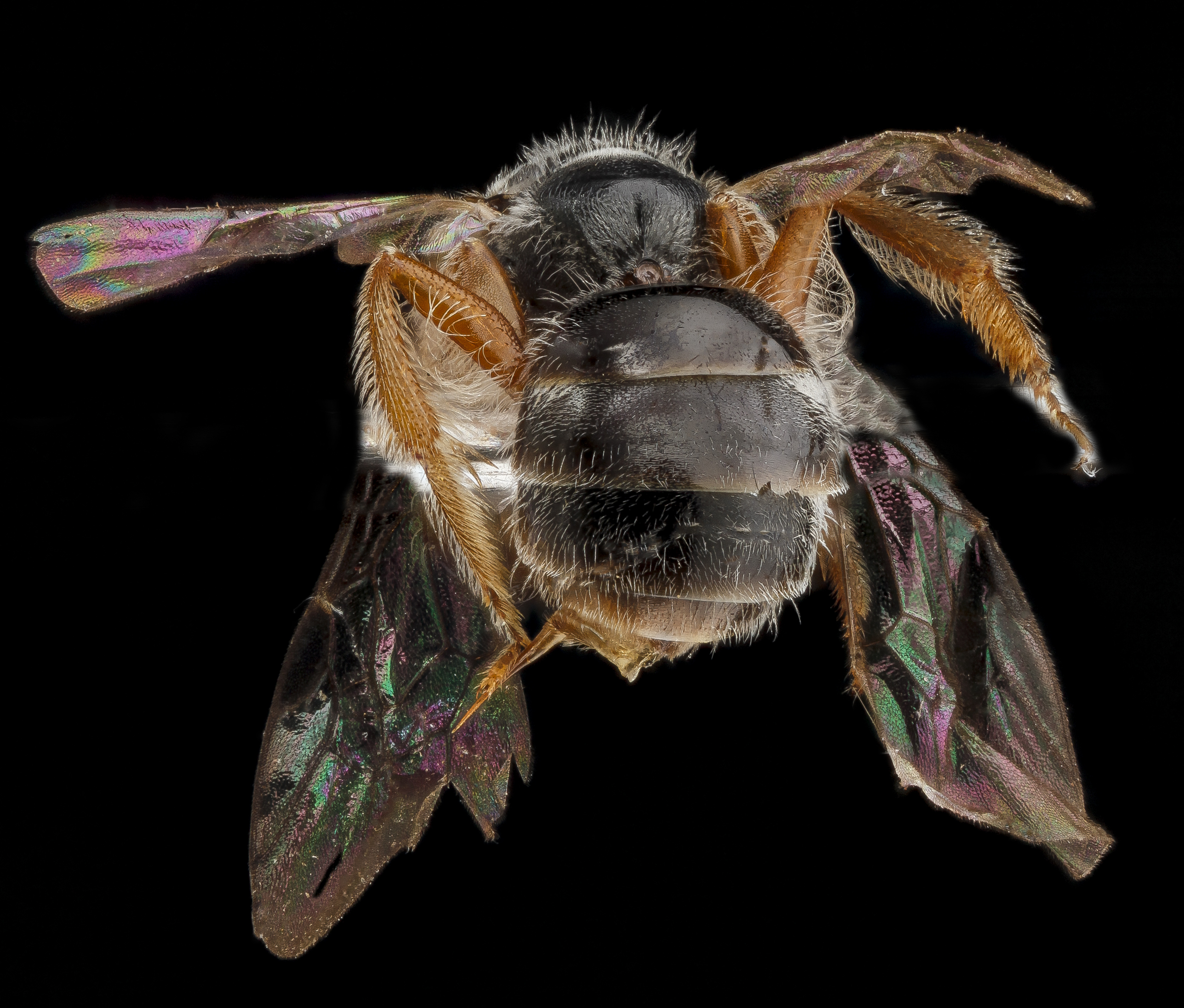
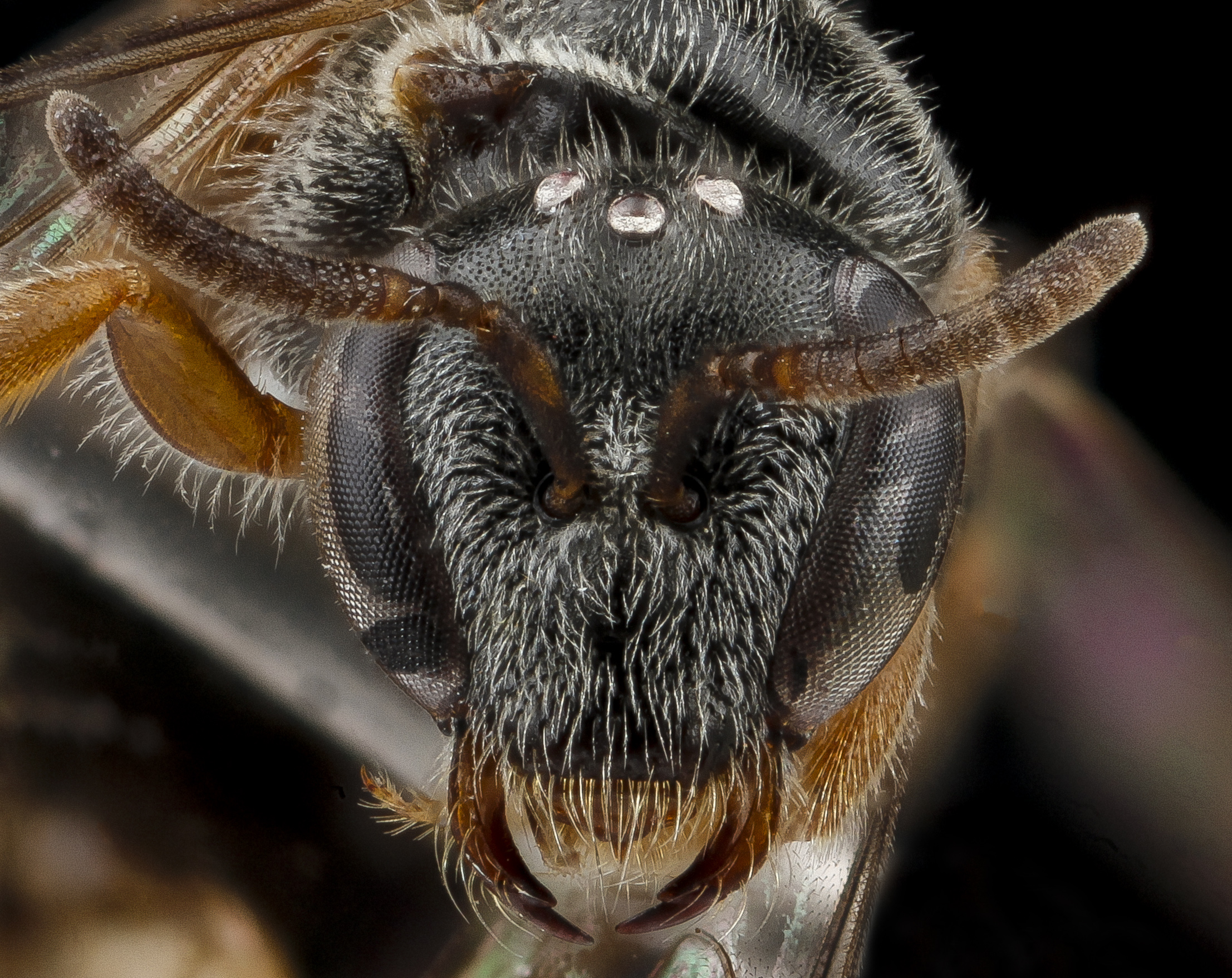
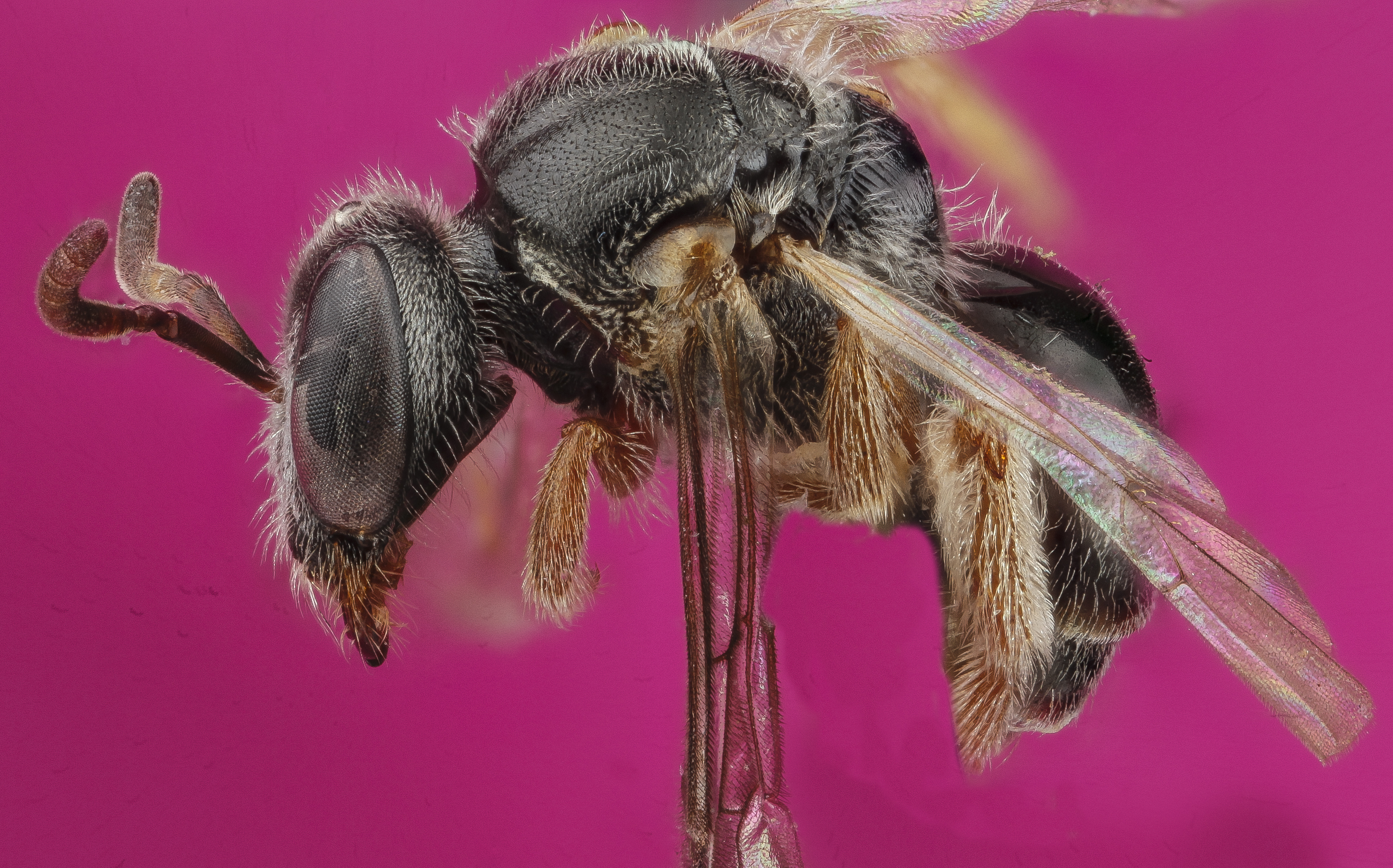